# Banshenchas
An Banshenchas (mittelirisch [an ˈbanˌhenxas], wörtlich „die Frauenüberlieferung“, neuirisch An Bansheanchas) ist ein mittelalterlicher Text, der kurze Beschreibungen prominenter Frauen der irischen Legende und Geschichte in kurzen poetischen Erzählungen sammelt.
Er kann wahrscheinlich einem bestimmten Autor und Datum zugeordnet werden. Die Einleitung des Poems gibt an, dass Gilla Mo Dutu Úa Caiside von Ard Brecáin in Meath es 1147 verfasste.

## Inhalt
Der Banshenchas ist in einen historischen Kontext eingebettet, der mit Eva und anderen biblischen Frauen beginnt und zu den legendären Frauen der irischen Mythologie wie Étaín und Emer weiterleitet und schließlich zu Gestalten führt, die fast sicher historisch sind, einschließlich einiger Frauen der hiberno-normannischen Aristokratie.

## Manuskripte
Abschriften des Banshenchas befinden sich im Book of Leinster, im Leabhar Ua Maine und im Great Book of Lecan. Die Gedichte sind von vielleicht viel später verfassten Kommentaren begleitet.